# Менен
Менен (хол. Menen, фр. Menin) је општина у Белгији у региону Фландрија у покрајини Западна Фландрија. Према процени из 2007. у општини је живело 32.439 становника.

## Становништво
Према процени, у општини је 1. јануара 2015. живело 32.905 становника.
| 1984.  | 2000.  | 2010. | 2015. |
| ------ | ------ | ----- | ----- |
| 32.905 | 32.028 | 32530 | 32905 |